# Relacja dwuargumentowa
Relacja dwuargumentowa, dwuczłonowa albo binarna – dowolny podzbiór iloczynu kartezjańskiego dwóch zbiorów.
Wprowadzenie do zagadnienia można znaleźć w artykule o relacjach skończonej liczby argumentów.

## Definicje
Relacja dwuargumentowa {\displaystyle \varrho } jako podzbiór iloczynu kartezjańskiego {\displaystyle X} i {\displaystyle Y} jest zbiorem par uporządkowanych postaci {\displaystyle (x,y)} należących do zbioru {\displaystyle X\times Y;} czasami zamiast {\displaystyle (x,y)\in \varrho } pisze się {\displaystyle x\ \varrho \ y} i mówi, że element {\displaystyle x} jest w relacji {\displaystyle \varrho } z elementem {\displaystyle y,} bądź między elementami {\displaystyle x,y} zachodzi relacja {\displaystyle \varrho .} Istnieje pewna rozbieżność względem nazewnictwa dotyczącego zbiorów; tutaj dziedziną i przeciwdziedziną nazywane będą odpowiednio zbiory {\displaystyle X} i {\displaystyle Y;} z kolei zbiór
{\displaystyle \mathrm {D_{L}} (\varrho )={\Big \{}x\in X\colon \exists _{y\in Y}\;(x,y)\in \varrho {\Big \}},}
tzn. zbiór złożony ze wszystkich poprzedników par należących do relacji {\displaystyle \varrho ,} nazywany będzie dziedziną lewostronną (często nazywa się ją nieprecyzyjnie po prostu dziedziną), zaś zbiór
{\displaystyle \mathrm {D_{R}} (\varrho )={\Big \{}y\in Y\colon \exists _{x\in X}\;(x,y)\in \varrho {\Big \}},}
tzn. zbiór złożony ze wszystkich następników par należących do relacji {\displaystyle \varrho ,} nazywany będzie dziedziną prawostronną lub obrazem tej relacji (zob. Własności). Sumę dziedzin lewostronnej i prawostronnej (dziedziny i obrazu) nazywa się polem relacji. Zbiór {\displaystyle \mathrm {Rel} (X,Y)} wszystkich relacji dwuargumentowych między zbiorami {\displaystyle X,Y} ma moc {\displaystyle |\mathrm {Rel} (X,Y)|=2^{|X||Y|}.}

## Własności
Jednoznaczność

Całkowita, niesuriektywna relacja funkcyjna będąca iniekcją

Odpowiedniość jednoznaczna tylko prawostronnie

- jednoznaczność lewostronna lub iniektywność,
{\displaystyle \forall _{x,z\in X}\;\forall _{y\in Y}\;x\ \varrho \ y\land z\ \varrho \ y\Rightarrow x=z;}
- jednoznaczność prawostronna lub funkcyjność,
{\displaystyle \forall _{x\in X}\;\forall _{y,z\in Y}\;x\ \varrho \ y\land x\ \varrho \ z\Rightarrow y=z;}
- jednoznaczność obustronna bądź wzajemna (1-1),
iniektywność i funkcyjność.

Całkowitość
- całkowitość lewostronna lub krótko całkowitość,
{\displaystyle \forall _{x\in X}\;\exists _{y\in Y}\;x\ \varrho \ y,}
- całkowitość prawostronna lub suriektywność,
{\displaystyle \forall _{y\in Y}\;\exists _{x\in X}\;x\ \varrho \ y,}
- odpowiedniość,
całkowitość i suriektywność.

Funkcją nazywa się dowolną relację funkcyjną całkowitą (lewostronnie), jeśli {\displaystyle X=Y,} to funkcję nazywa się zwykle działaniem jednoargumentowym; z kolei wzajemnie jednoznaczną odpowiedniość, nazywaną bijektywnością, nazywa się funkcją wzajemnie jednoznaczną lub bijekcją. W przypadku funkcji pojęcia dziedziny, przeciwdziedziny i obrazu pokrywają się z definicjami dla relacji; nazywanie wtedy dziedziną dziedziny lewostronnej nie prowadzi do niejasności, gdyż są one sobie równe.

## Relacje w zbiorze
Jeżeli {\displaystyle Y=X,} tzn. {\displaystyle \varrho \subseteq X^{2},} to o relacji {\displaystyle \varrho } mówi się, że jest określona w/na zbiorze {\displaystyle X.} Zbiór par {\displaystyle \{(x,x)\colon x\in X\}} nazywa się wtedy przekątną. W tym przypadku możliwe jest określenie kolejnych własności tego rodzaju relacji:
- zwrotność,
{\displaystyle x\ \varrho \ x,}
- przeciwzwrotność (ścisłość),
{\displaystyle \neg (x\ \varrho \ x),}
- symetryczność,
{\displaystyle x\ \varrho \ y\Rightarrow y\ \varrho \ x,}
- antysymetryczność (słaba antysymetryczność),
{\displaystyle x\ \varrho \ y\land y\ \varrho \ x\Rightarrow x=y,}
- przeciwsymetryczność lub asymetryczność (ścisła antysymetryczność),
{\displaystyle x\ \varrho \ y\Rightarrow \neg (y\ \varrho \ x),}
- przechodniość,
{\displaystyle x\ \varrho \ y\land y\ \varrho \ z\Rightarrow x\ \varrho \ z,}
- spójność (dokładniej: porównywalność lub całkowitość),
{\displaystyle x\ \varrho \ y\lor y\ \varrho \ x,}
- spójność,
{\displaystyle x\ \varrho \ y\lor y\ \varrho \ x\lor x=y,}
- trychotomiczność,
{\displaystyle x\ \varrho \ y\ {\underline {\lor }}\ y\ \varrho \ x\ {\underline {\lor }}\ x=y,}
- euklidesowość (prawostronna),
{\displaystyle x\ \varrho \ y\land x\ \varrho \ z\Rightarrow y\ \varrho \ z.}

| Nazwa relacji            | Zwrot. | Symetr. | Przech. | Symbol                                                | Przykład            |
| ------------------------ | ------ | ------- | ------- | ----------------------------------------------------- | ------------------- |
| graf skierowany          |        |         |         | {\displaystyle \to }                                  |                     |
| graf nieskierowany       | Nie    | Tak     |         |                                                       |                     |
| turniej                  | Nie    | Nie     |         |                                                       | porządek dziobania  |
| zależność                | Tak    | Tak     |         |                                                       |                     |
| słaby porządek           |        |         | Tak     | {\displaystyle \leqslant }                            |                     |
| praporządek              | Tak    |         | Tak     | {\displaystyle \leqslant }                            | preferencja         |
| częściowy porządek       | Tak    | Nie     | Tak     | {\displaystyle \leqslant }                            | zawieranie          |
| częściowa równoważność   |        | Tak     | Tak     |                                                       |                     |
| równoważność             | Tak    | Tak     | Tak     | {\displaystyle \sim ,\approx ,\simeq ,\cong ,\equiv } | równość             |
| ostry częściowy porządek | Nie    | Nie     | Tak     | {\displaystyle <}                                     | zawieranie właściwe |

Relacja jest:
- trychotomiczna wtedy i tylko wtedy, gdy jest przeciwzwrotna, antysymetryczna i spójna (nie: porównywalność);
- przeciwsymetryczna wtedy i tylko wtedy, gdy jest antysymetryczna i przeciwzwrotna;
- antysymetryczna wtedy, gdy jest przeciwzwrotna i przechodnia;
- zwrotna wtedy, gdy jest porównywalna (spójna);
- pod założeniem symetryczności – euklidesowa wtedy i tylko wtedy, gdy jest przechodnia;
- symetryczna i przechodnia wtedy, gdy jest euklidesowa i zwrotna.

### Rodzaje
Ustalone kombinacje powyższych własności mają swoje własne nazwy:
- tolerancja lub podobieństwo – zwrotność i symetryczność; zależność – dodatkowo skończone pole;
- opozycja – przeciwzwrotność i symetryczność; niezależność – dodatkowo skończone pole;
- równoważność – zwrotność, symetryczność i przechodniość; zwrotność i euklidesowość;
- równość – równoważność i antysymetryczność (relacja równa przekątnej);
- praporządek lub quasi-porządek – zwrotność i przechodniość;
- częściowy porządek – zwrotność, antysymetryczność i przechodniość; wariant ostry: przeciwzwrotność bądź antysymetryczność i przechodniość (zob. wyżej);
- porządek liniowy albo całkowity lub łańcuch – antysymetryczność, przechodniość i porównywalność/całkowitość (spójność); wariant ostry: przechodniość i trychotomiczność.

Wśród pozostałych własności można wymienić dobre ufundowanie i konfluentości: słabą i silną, seryjność oraz gęstość; relacjami, definiowanymi za pomocą wymienionych wyżej własności, są m.in. dobry porządek (dobre ufundowanie, ostry porządek liniowy) i relacja równoważności (seryjność, symetryczność, przechodniość).

## Przykłady

Niespójna figura geometryczna na płaszczyźnie jako przykład relacji na zbiorze liczb rzeczywistych.

Najprostszą relacją, którą można określić na dowolnych dziedzinach, jest relacja pusta równa zbiorowi pustemu {\displaystyle \varnothing .} Określona na jednym zbiorze jest symetryczna, antysymetryczna, przeciwsymetryczna, przeciwzwrotna i przechodnia, ale nie spójna ani zwrotna (chyba że jest określona na zbiorze pustym), jest ona bijekcją zbioru pustego, szczególnym przypadkiem tzw. funkcji pustej.
Na „drugim biegunie” można znaleźć relację pełną równą {\displaystyle X\times Y.} Określona na zbiorze jest tam zwrotna, symetryczna, spójna, przechodnia (relacja równoważności o jednej klasie abstrakcji), nie jest przeciwzwrotna, antysymetryczna, przeciwsymetryczna (o ile nie jest określona na zbiorze pustym).
W zbiorze liczb rzeczywistych {\displaystyle \mathbb {R} } obok struktury algebraicznej jaką jest ciało wprowadza się również relacje równoważności i porządku (zob. ciało uporządkowane), np. równość {\displaystyle =,} czy porządek liniowy {\displaystyle \leqslant } („mniejsze-równe”) liczb rzeczywistych. Relacje na zbiorze liczb rzeczywistych można traktować jak figury na płaszczyźnie: relacją pustą jest wtedy figura pusta, relacją pełną jest cała płaszczyzna, a przekątną tworzy prosta będąca wykresem funkcji tożsamościowej (w modelu analitycznym płaszczyzny euklidesowej, czyli z wybranym układem współrzędnych); relacjami równoważności na płaszczyźnie są np. przystawanie, czy podobieństwo.